# Sammy Baugh Trophy
Die Sammy Baugh Trophy ist ein Preis, der jährlich dem besten College Football Passgeber der Vereinigten Staaten verliehen wird. Der Award ist nach  "Slingin' Sammy" Baugh benannt, einem ehemaligen Quarterback der Texas Christian University und der Washington Redskins.  Er wird seit 1959 vom Touchdown Club of Columbus vergeben. Aktueller Preisträger ist Dwayne Haskins von der Ohio State University.
Von Schulen mit mehreren Gewinnern führt die Brigham Young University (BYU) mit sieben gefolgt von der Stanford University und der Texas Tech University mit vier verschiedenen Preisträgern.
Baylors Don Trull und Houstons Case Keenum sind die einzigen Spieler die den Award zweimal gewinnen konnten.

## Gewinner

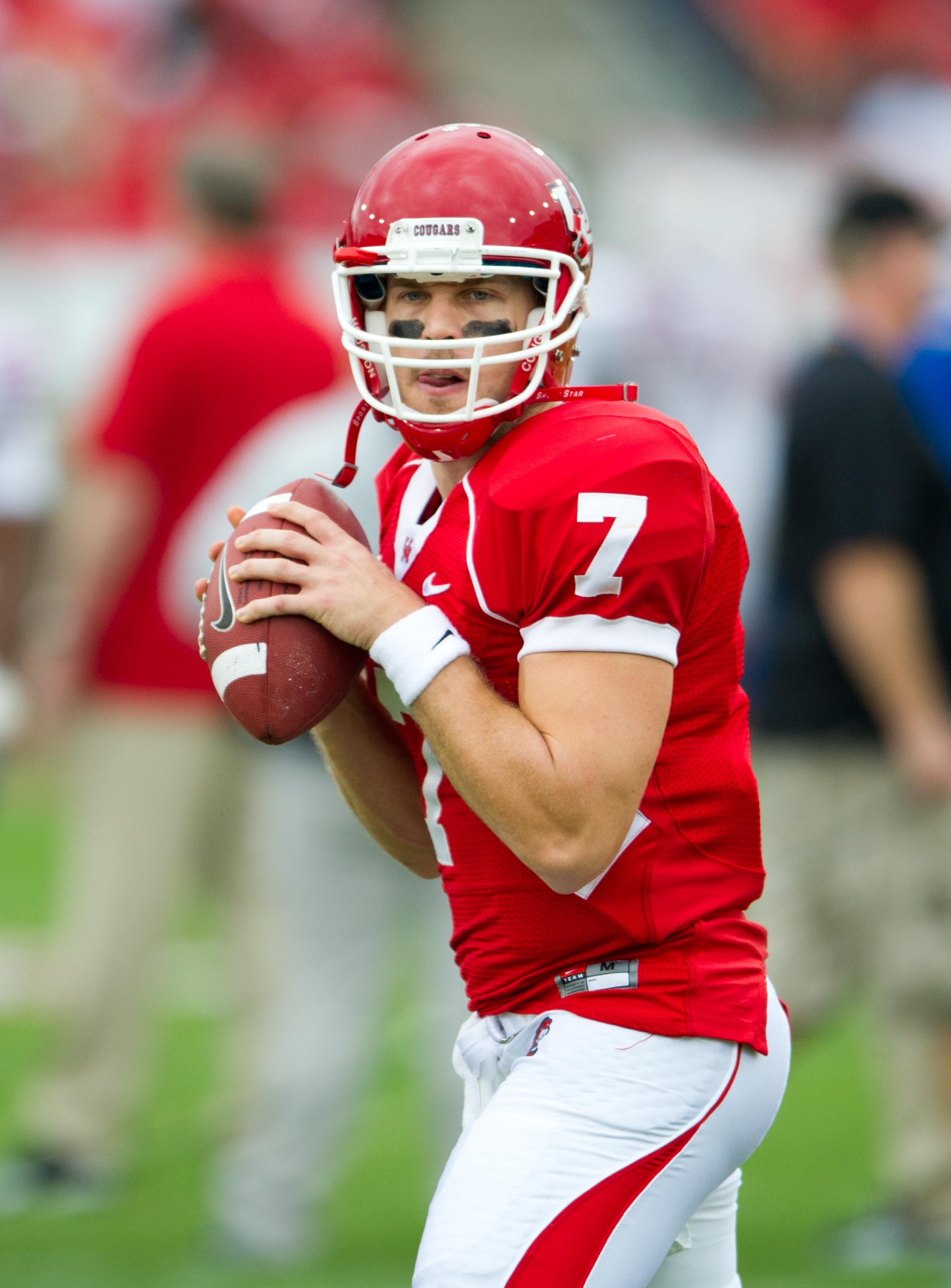
Zweimaliger Sammy Baugh Trophy Gewinner Case Keenum

| Jahr | Spieler          | Schule              |
| ---- | ---------------- | ------------------- |
| 1959 | Dick Norman      | Stanford            |
| 1960 | Harold Stephens  | Hardin-Simmons      |
| 1961 | Ron Miller       | Wisconsin           |
| 1962 | Don Trull        | Baylor              |
| 1963 | Don Trull        | Baylor              |
| 1964 | Jerry Rhome      | Tulsa               |
| 1965 | Steve Sloan      | Alabama             |
| 1966 | Bob Griese       | Purdue              |
| 1967 | Terry Hanratty   | Notre Dame          |
| 1968 | Chuck Hixson     | SMU                 |
| 1969 | Mike Phipps      | Purdue              |
| 1970 | Pat Sullivan     | Auburn              |
| 1971 | John Reaves      | Florida             |
| 1972 | Don Strock       | Virginia Tech       |
| 1973 | Jesse Freitas    | San Diego State     |
| 1974 | Gary Scheide     | Brigham Young       |
| 1975 | Gene Swick       | Toledo              |
| 1976 | Tommy Kramer     | Rice                |
| 1977 | Guy Benjamin     | Stanford            |
| 1978 | Steve Dils       | Stanford            |
| 1979 | Marc Wilson      | BYU                 |
| 1980 | Mark Herrmann    | Purdue              |
| 1981 | Jim McMahon      | BYU                 |
| 1982 | John Elway       | Stanford            |
| 1983 | Steve Young      | BYU                 |
| 1984 | Robbie Bosco     | BYU                 |
| 1985 | Brian McClure    | Bowling Green State |
| 1986 | Vinny Testaverde | Miami (FL)          |
| 1987 | Don McPherson    | Syracuse            |
| 1988 | Steve Walsh      | Miami (FL)          |
| 1989 | Jeff George      | Illinois            |
| 1990 | David Klingler   | Houston             |
| 1991 | Ty Detmer        | BYU                 |
| 1992 | Elvis Grbac      | Michigan            |
| 1993 | Trent Dilfer     | Fresno State        |
| 1994 | Kerry Collins    | Penn State          |
| 1995 | Danny Wuerffel   | Florida             |
| 1996 | Steve Sarkisian  | BYU                 |
| 1997 | Ryan Leaf        | Washington State    |
| 1998 | Daunte Culpepper | Central Florida     |
| 1999 | Chad Pennington  | Marshall            |
| 2000 | Chris Weinke     | Florida State       |
| 2001 | David Carr       | Fresno State        |
| 2002 | Kliff Kingsbury  | Texas Tech          |
| 2003 | B.J. Symons      | Texas Tech          |
| 2004 | Stefan LeFors    | Louisville          |
| 2005 | Brady Quinn      | Notre Dame          |
| 2006 | Colt Brennan     | Hawaiʻi             |
| 2007 | Graham Harrell   | Texas Tech          |
| 2008 | Sam Bradford     | Oklahoma            |
| 2009 | Case Keenum      | Houston             |
| 2010 | Landry Jones     | Oklahoma            |
| 2011 | Case Keenum      | Houston             |
| 2012 | Colby Cameron    | Louisiana Tech      |
| 2013 | Derek Carr       | Fresno State        |
| 2014 | Brandon Doughty  | Western Kentucky    |
| 2015 | Matt Johnson     | Bowling Green State |
| 2016 | Patrick Mahomes  | Texas Tech          |
| 2017 | Mason Rudolph    | Oklahoma State      |
| 2018 | Dwayne Haskins   | Ohio State          |